# Harding Szent István-templom (Apátistvánfalva)
Az Apátistvánfalvai Harding Szent István-templom (szlovénül: Cerkev Svetega Štefana Hardinga, vendül Cerkev Svétoga Števana Hardinga) a mai napig használt, késő barokk stílusú római katolikus történelmi kegyhely a Vas vármegyei Apátistvánfalva  községben, a Vendvidéken. Teljes nevét ritkán használják, inkább egyszerűen apátistvánfalvai templom néven szerepel. Az egyedül álló templom a környék legszebb látványossága, az apátistvánfalvi egyházközség központja. Az egyházközséghez Apátistvánfalva mellett a két szomszéd falu, Kétvölgy és Orfalu tartozik.
Műemlék; törzsszáma 7612, KÖH azonosító száma 8805. GPS koordinátái: É 46°896724432553 K 16°25620068169
A lakosság 90%-a szlovén (vend), akik kizárólag katolikusok. A templomban gyakran vend nyelven imádkoznak, illetve énekelnek.
A kegyhely és a község védőszentje, egyben névadója az Angliából érkezett Harding Szent István ciszterci apát. A templom falán levő 18. századi freskókat ismeretlen művész festette.

## A templom története
A templom helyén korábban egy kápolna állt, erről azonban alig tudni valamit. A település és a környék legtöbb falva 1784-ig Rábakethely (ma Szentgotthárd része) templomához tartozott egyházilag.
Felsőszölnökön már régóta volt templom, amit többször átalakítottak. Istvánfalutól néhány kilométerre a szlovéniai Dolányban 1757-ben épült már templom, annak a körzetéhez tartozott Ritkarócz (ma Kétvölgy része).

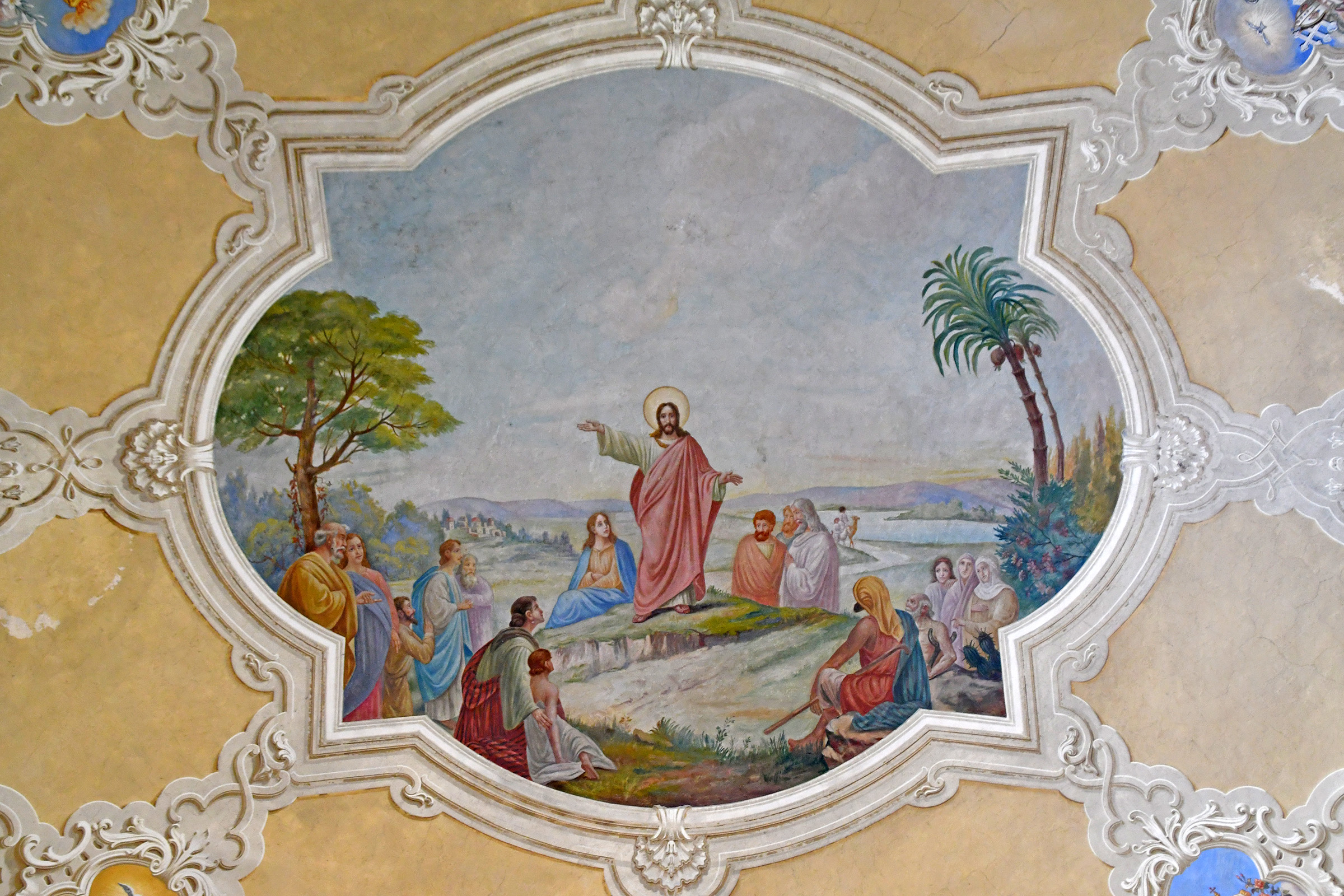
A hegyi beszéd története a középhajó freskóján

A Szombathelyi egyházmegye első püspöke, Szily János kezdeményezte a templomépítést a faluban. A munkálatokat Marits János (pléb. 1785–90), a község első papja szervezte meg, és az épület gyorsan elkészült. Az istvánfalvi templom tervrajzát állítólag összecserélték a bélapátfalvaiéval; mivel a két kegyhely rendkívül hasonló, így ez valószínűleg így is van. Marits Vízlendváról jött (ma Sveti Jurij, Szlovéniában, Muraszombathoz közel). A falu papja, Murai Ferenc az Apátistvánfalvával szomszédos Permisén született, és bizonyára ő indította el őt Maritsot a papi pályán, így különös véletlen, hogy pont ide került.
Anyakönyvet 1786 óta vezetnek. A templomba eleinte számos más falu lakosai jártak istentiszteletre. Istvánfalván kívül Permise (ma Kétvölgy), Börgölin (ma Újbalázsfalva, Apátistvánfalva része), Orfalu és Markócz (ma Marokrét/Markovci, Szlovénia). Utóbbi korábban a felsőszölnöki fília része volt, majd később újra visszakerült oda, amíg saját temploma nem lett.
A sekrestyét 1894-ben építették hozzá.
Az első világháború alatt több harangot kihajították az ablakon, hogy ágyút öntsenek belőlük. Az eséstől állítólag úgy megkondultak, hogy a környék házainak falai jól láthatóan megremegtek. 1923-ban egy 6,5 mázsás harangot szenteltek fel, ezt a második világháborúban az újabb fémhiány miatt ismét elvitték.
2005-ben a maribori püspök, Jožef Smej jelenlétében a karzatalj falán emléktáblát szenteltek fel 1785–2001 között itt szolgált papok és káplánok néveivel.
A faluban élt papok és káplánok közt sok volt a más nemzetiségű (szlovének, magyarok, németek, horvátok). A nem szlovén nemzetiségűek közül sokan megtanultak vendül, és tartottak ilyen nyelvű istentiszteletet. Még a jelenkori plébánosok, káplánok közt is voltak, akik a főbb imádságokat (Miatyánk, Üdvözlégy) megtanulták a lakosság nyelvén, és úgy mondták el a miséken.
Az orgona 2007-ben volt százéves, s pont ekkor került sor felújítására is. Ugyanebben az évben kapott kitüntetést a falu idős kántora, a kétvölgyi születésű Oreovecz János, aki ötven éven át játszott a miséken, elsősorban vendül. Oreovecz azóta nyugdíjba vonult.
2011 őszén a templomot éppen felújítják.

## Az épület

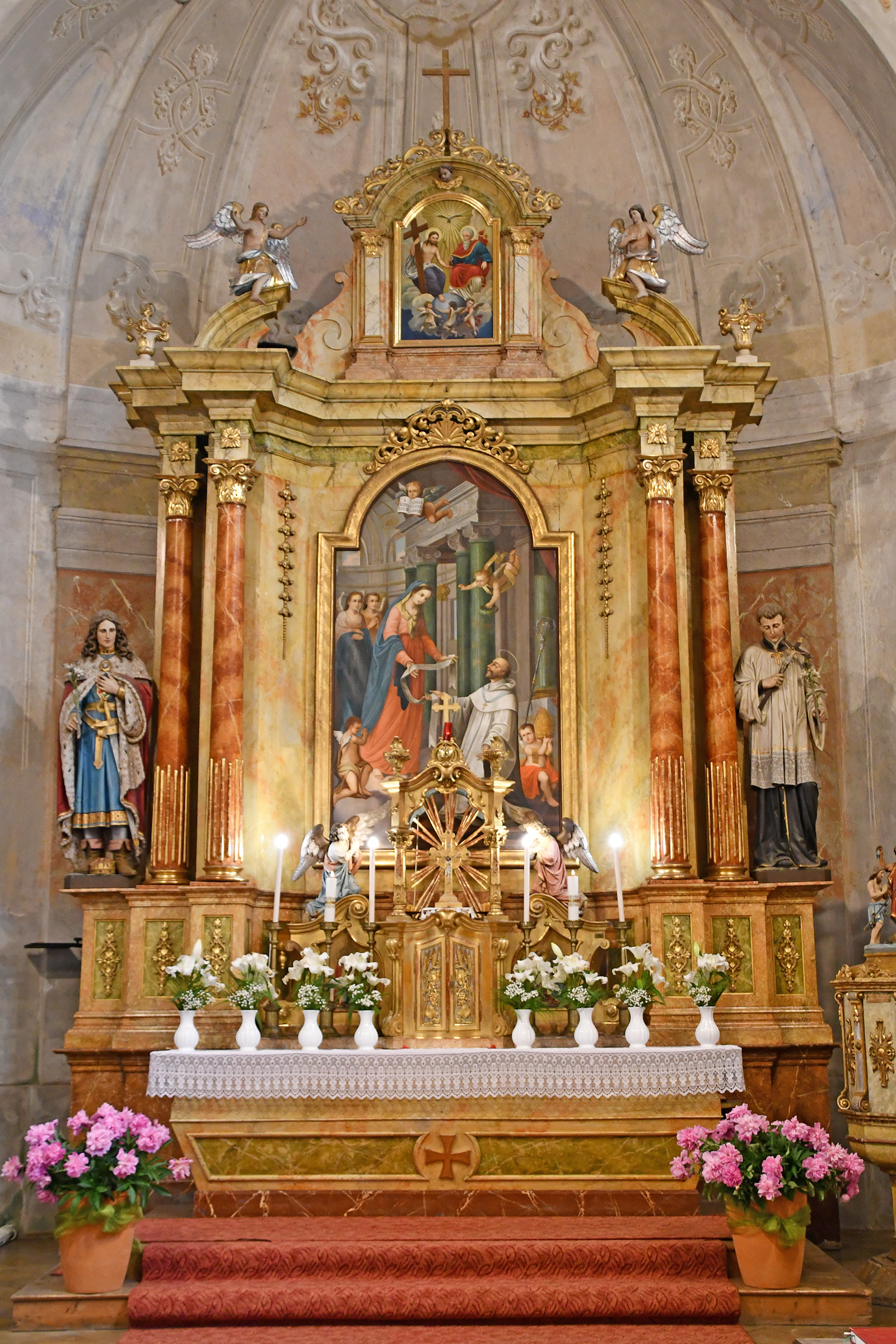
A főoltár a tituláris szent, Harding Szent István olajképével

A templom falai két méter vastagok; a torony 37 méter magas, hat ablaka van. Az orgonakarzat bejáratánál egy téglalap alakú üvegezett ablak található, a harangtoronyban (a harang alatti helyiségben) egy fa zsalugáteres, ovális alakú, a torony négy oldalán pedig négy, szintén fa zsalugáteres négyzetes ablak helyezkedik el. A monumentális épület kétezer ember befogadására alkalmas, a szentgotthárdi barokk templom után ez a második legnagyobb kegyhely a Vendvidéken.
A hajóban a karzat fölötti boltszakasz mennyezetén a freskó Mózes és az égő csipkebokor történetét mutatja be. A karzat ablaka mellett egy másik helyiség is található, itt azonban csak régi tárgyakat tárolnak.

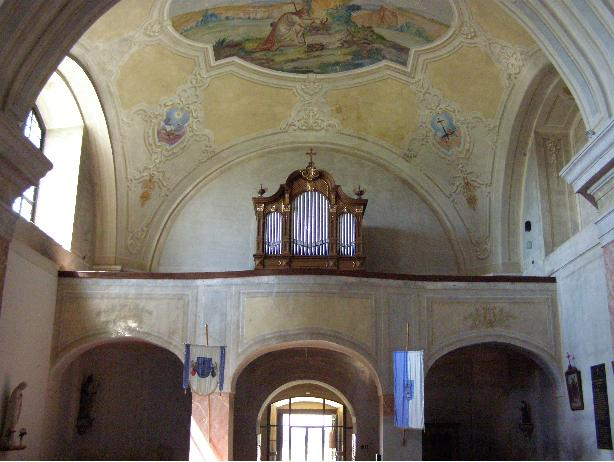
Az orgona

A templom tornyában elhelyezett harangokhoz fa csigalépcsőn, majd létrán juthatunk fel.

## Festményei, berendezése
Az előcsarnok az orgonakarzat alatt van. Itt néhány egyszerű pad áll, baloldalt pedig a gyóntatószék nyílik.
Az orgonát még a 20. század elején kapta a templom, Fodor Károly (pléb. 1894–1908) idejében. A plébános sekrestyével toldotta meg a templomot, és 1895 májusára új oltárt is készített. Halála előtt még beszerezte az orgonát, melybe 85 fasíp, 59 horgany és 434 ónsíp van beépítve. Előtte egy kisebb orgonán játszottak a miséken, mely ma is megtalálható a parókián. A falu első kántora Slezák Mátyás, Csajtáról (ma Schachendorf, Ausztria) származó iskolamester volt, aki ezen játszott a miséken.
A hajó belső falain temperaképek láthatók 1913-ból. Kétoldalt két mellékoltár áll. A bal oldalin az olajfestmény oltárképe Szűz Máriát, a Világ Királynőjét ábrázolja mennyei környezetben, karján a gyermek Jézussal. Kétoldalt Szent Joachim és Szent Anna szobra. Az oltárkép alatt, középen egy használaton kívüli tabernákulum áll, mellette a kereszteléshez való szentelt vizet tároló műkő henger. A jobb oldali oltáron Szent Márton püspök legendáját örökíti meg a festmény, mellette pedig a Feltámadt Jézus szobra látható.
A hajó boltozatos mennyezetén szintén bibliai jelenet, a hegyi beszéd látható, alatta 1913-ból való latin nyelvű felirat: „Gloria in Excelsis Deo”.
Kétoldalt a 14 stáció olajfestményei láthatók, melyek a karzataljtól indulnak. A képek 1887-ben készültek Grazban, feliratuk szlovén (vend) nyelvű. Ezek az egyetlen szlovén feliratú kegytárgyak a templomban. A stációk közül kettőt el kellett távolítani, mivel a nedvesség miatt teljesen tönkrementek. (Eredetileg Ljubljanából szerettek volna stációkat rendelni a templomba. A börgölini Bedics Ferenc bíró megkért egy Anton Trstenjak nevű utazót – aki a ljubljanai egyetemtől jött, és a magyarországi szlovén falvakat járta –, hogy továbbítsa a rendelésüket. Trstenjak ellenben nem talált Ljubljanában sehol olyan festőt, aki Magyarországra hajlandó lett volna rendelést teljesíteni.)
A falon található az énekszámokat mutató tábla. A magyar nyelvű énekeket fekete, míg a szlovént kék színű számok jelzik. Mellette a falon a szószék van. A régi széken elöl egy fafaragású Jézus-dombormű látható. A Megváltót magvetőként ábrázolja, utalva ezzel a Magvetőről szóló jézusi példabeszédre.

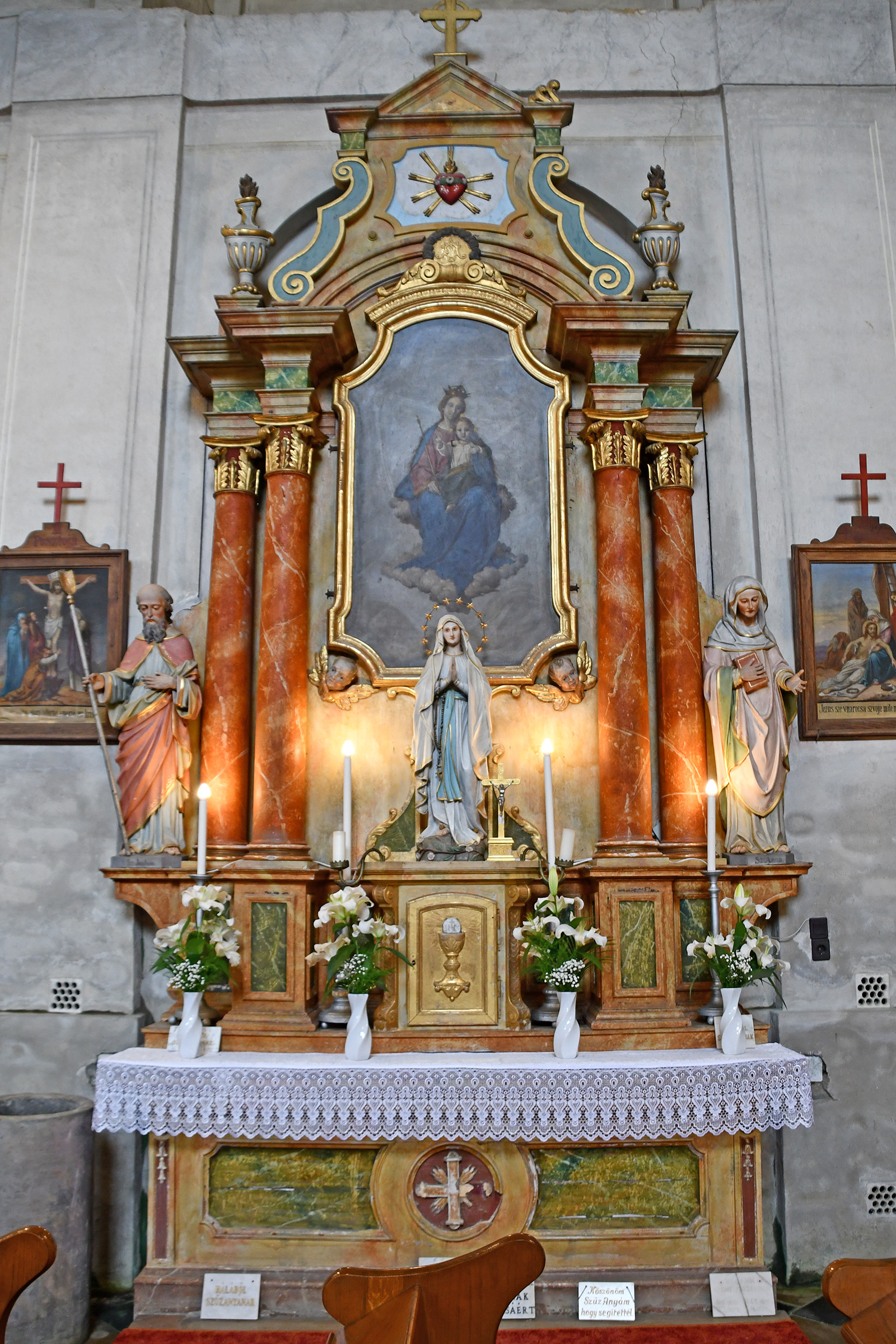
Világ Királynője az evangéliumi oldal mellékoltárán

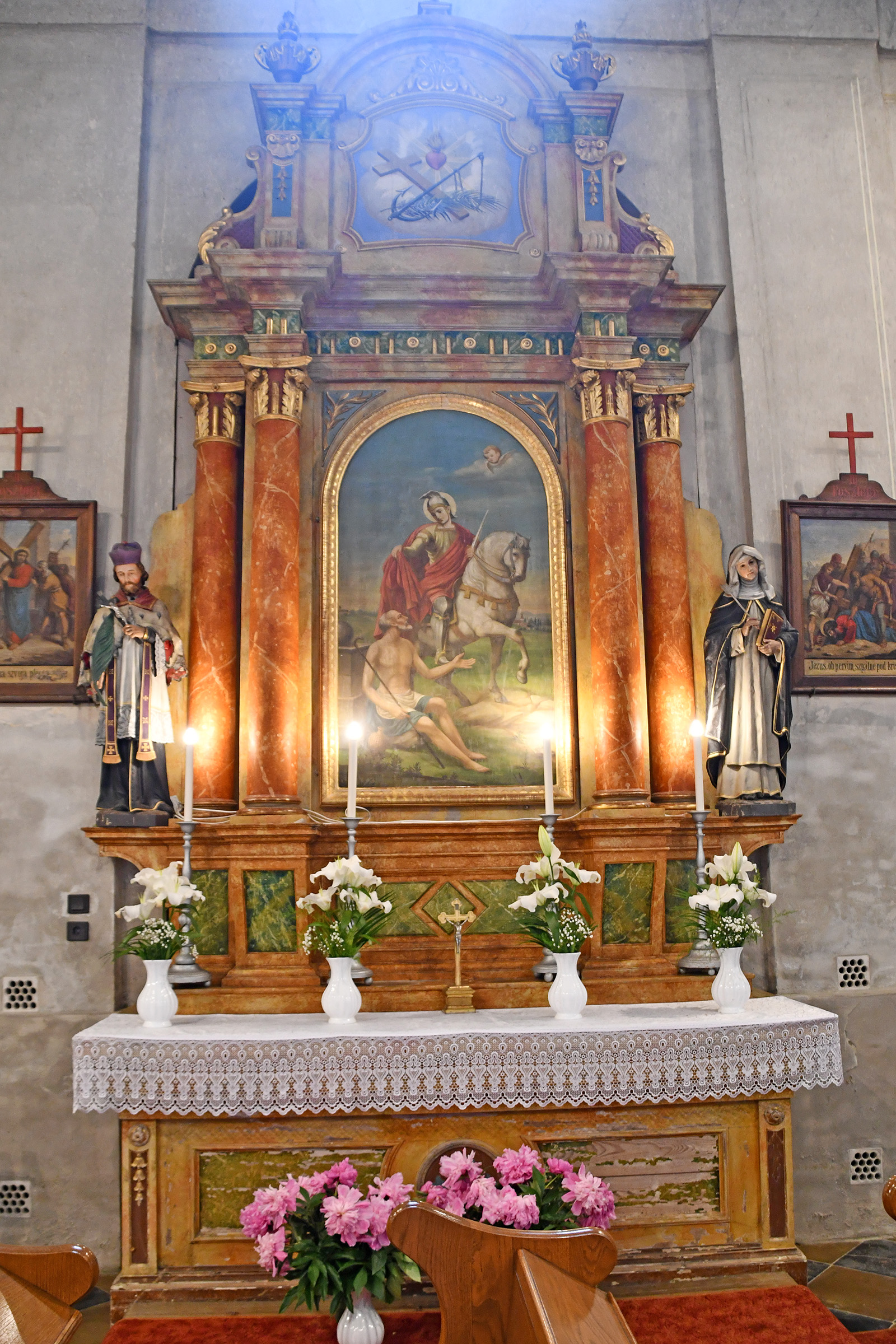
Szent Márton legendáját ábrázoló festmény a leckeoldali mellékoltáron

A szentélyben áll a főoltár, innen pedig egy ajtó nyílik a sekrestye felé. Az ambó és a szószék között áll a szembemiséző oltár.
A főoltár képén Harding Szent István apát legendája látható, amint Szűz Mária átadja neki a rendi vállruhát. A kép mellett baloldalt Szent Imre herceg, Szent István korán meghalt fiának, jobboldalt Gonzaga Szent Alajos szobra áll. Lábai előtt a Szent Korona, arra utal, hogy sohasem lehetett király.
Az oltármenzán álló tabernákulumban tárolják az áldozati kelyhet, az oltáriszentség kelyhét és a szentáldozás egyéb eszközeit. Jobb oldalán, egy kis domborművön szintén bibliai történetet ábrázolnak: az angyal elkapja Ábrahám kezét, amikor az Izsákot feláldozására készül.
A szentély boltozatos mennyezetén Mária megkoronázásának jelenete látható a Szentháromságot és a mennybe vett Szűz Máriát ábrázoló freskón. A kép négy sarkában a négy evangélista képei, mögöttük attribútumaik.
A szentély ólomüvegablaka a „Jézus születésének hírül adása” bibliai történetét örökíti meg. A főoltár mellett a keresztelési eszközök tárolására szolgáló szekrény áll. Ezt 1910-ben kapta a templom, rajta egy kis fémtáblán olvasható az adományozó, Zétek Ferenc helyi lakos neve.
A toronyban 2011-ben két harang van. A nagyobb, csaknem tízmázsás harangot 1934-ben öntötték és 1935 februárjában áldották meg. Mellette a kisebb harang a régiek közül maradt meg; rajta az egyházközség negyedik papjának, a szlovén Küzmics Györgynek (Georgio Kuzmits pléb. 1795–1810) neve olvasható.

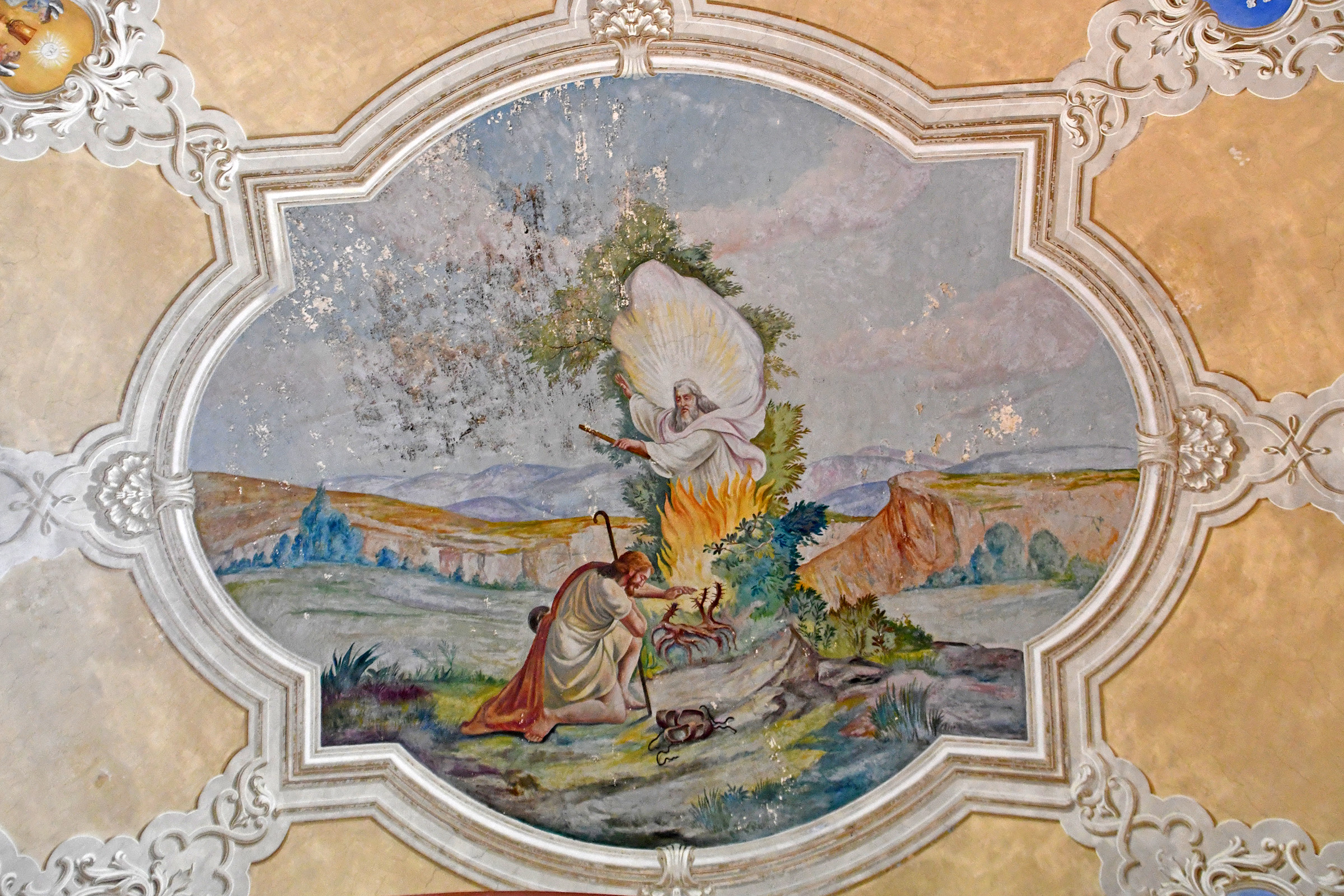
Az égő csipkebokor freskója a karzat fölötti boltszakaszban

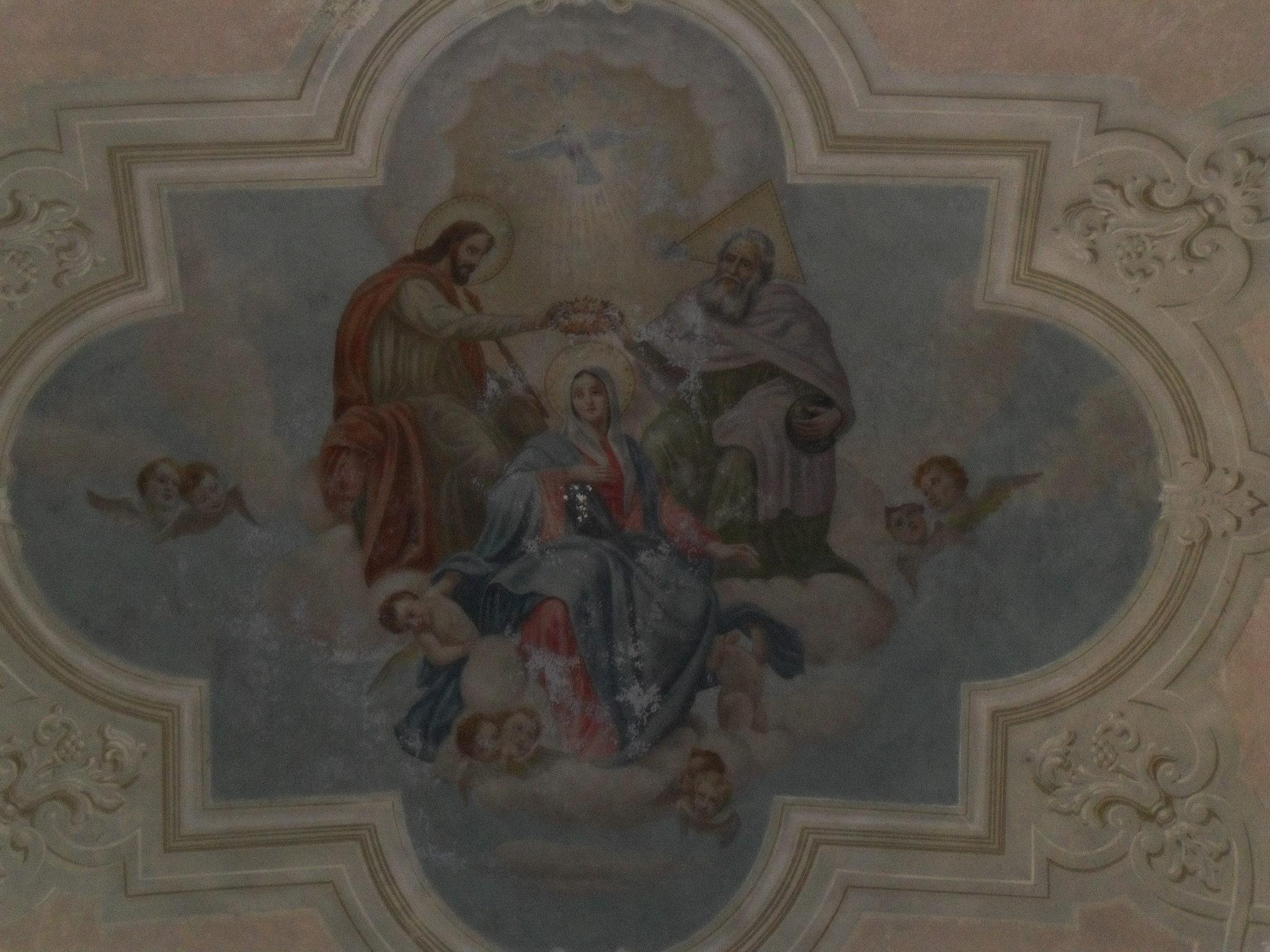
Mária megkoronázását ábrázoló freskó a hajó boltozatán

## Környezete
A templom mellett közvetlenül áll a temető, ahol Doncsecz Károly neves fazekasmester síremléke is található. A templom mellett van még továbbá az apátistvánfalvi két tannyelvű általános iskola, mely csaknem egyidős a templommal (1787 óta létezik). Szemben egy mészkőből faragott kis emlékmű, egy korinthoszi oszlopon álló Szűz Mária-szobor, karján a kis Jézussal. A szobrot 1899-ben állíttatta Sömenek Józsefné, szül. Kovács Anna. Úgyszintén a templom mellett áll a kétszintű parókia, egyelőre üresen.

## Hitélet
A falunak 2001 óta nincs állandó plébánosa. A legutóbbi pap, Tóth István (pléb. 1981–2001) tragikus halála után a szentgotthárdi plébánia káplánjai látják el a lelkipásztori teendőket. 2007 augusztusától dr. Veres András püspök Apátistvánfalvát a felsőszölnöki plébániához kötötte, és annak papja, a szlovén nemzetiségű Merkli Ferenc látja el azóta a teendőket.
Esküvőket egész évben tartanak.
Búcsújárást az istvánfalvai lakosok 1683 óta minden év július 16-án, Harding Szent István napján, illetve a rá következő vasárnap tartanak.

## Megtekintése
Bejelentkezéssel látogatható.

## Apátistvánfalván szolgáló lelkipásztorok 1785-2001

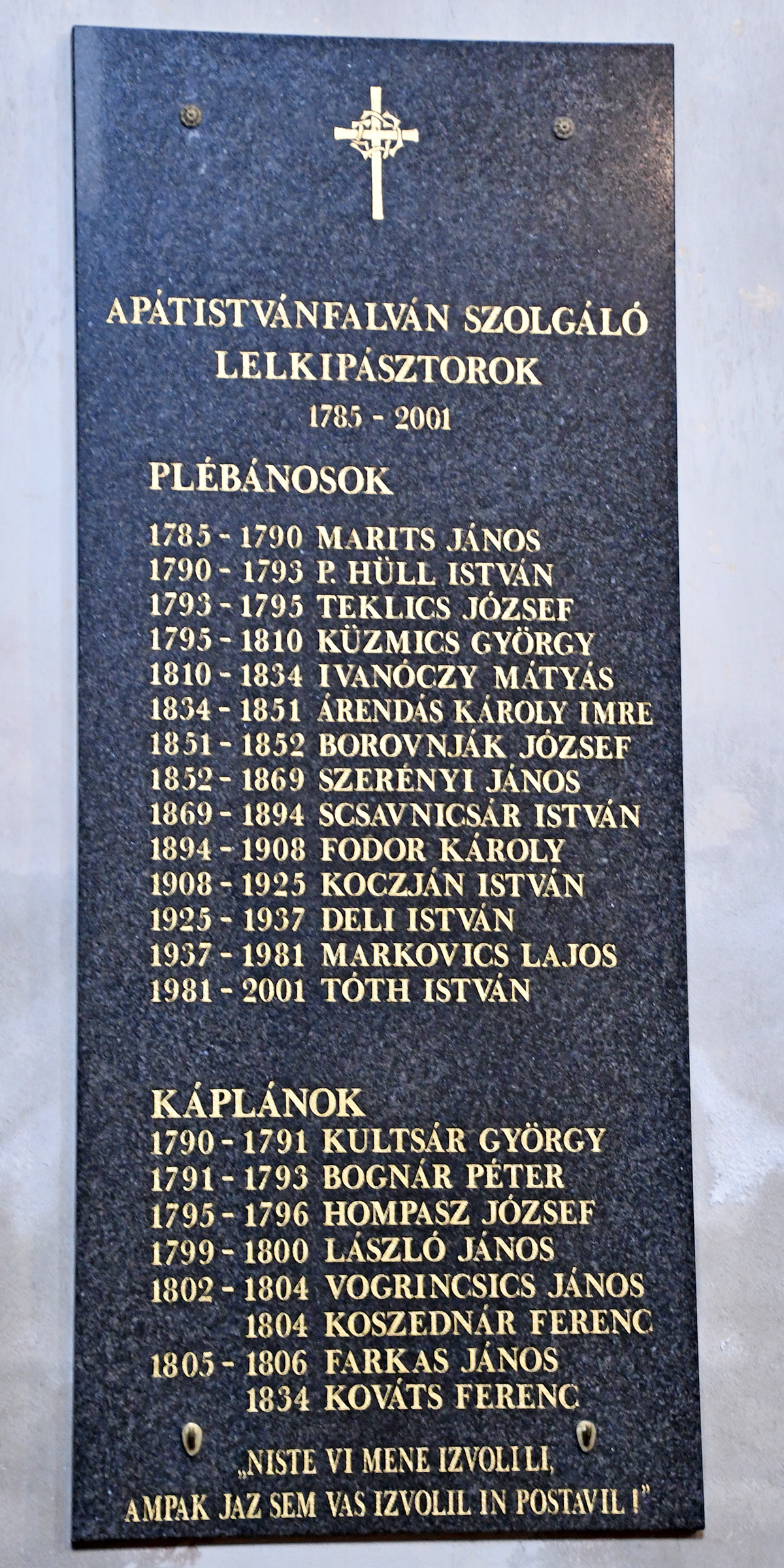
2005-ben állított emléktábla, az egyházközségben szolgált papok és káplánok névsora

### Plébánosok
- 1785–1790 Marits János
- 1790–1793 P. Hüll István
- 1793–1795 Teklics József
- 1795–1810 Küzmics György
- 1810–1834 Ivanóczy Mátyás
- 1834–1851 Árendás Károly Imre
- 1851–1852 Borovnyák József
- 1852–1869 Szerényi János[1]
- 1869 Ivanóczy József
- 1869–1894 Scsavnicsár István
- 1894–1908 Fodor Károly
- 1908 Osztovics József
- 1908–1925 Koczján István
- 1925–1937 Deli István
- 1937–1981 Markovics Lajos
- 1981–2001 Tóth István

#### Káplánok
- 1790–1791 Kultsár György
- 1791–1793 Bognár Péter
- 1792–1793 Ballia Imre
- 1795–1796 Hompasz József
- 1799–1800 László János (pap)
- 1802–1804 Vogrincsics János
- 1804 Koszednár Ferenc
- 1805–1806 Farkas János
- 1834 Kováts Ferenc

## Az egyházközségből származó plébánosok
- Murai Ferenc Permisén született, Vízlendva plébánosa volt
- Rogán György rábagyarmati plébános, Szakonyfaluból származhat, bár ez csak feltételezés
- Doncsecz Imre, született Apátistvánfalván, volt Vízlendván káplán, később Felsőszentbenedek plébánosa az 1830-as években, amit egykor Küzmics Miklós vezetett
- Gáspár Ferenc, Rábatótfaluból való, Muraszombat plébánosa volt, az ottani Szent Miklós-templomban, a püspökség előtt kérelmezte egy kápolna építését a városban